# Chongzuo
Chongzuo (chinois simplifié : 崇左 ; chinois traditionnel : 崇左 ; pinyin : Chóngzuǒ ; Zhuang : Cungzcoj) est une ville du sud-ouest de la région autonome Zhuang du Guangxi en Chine.

## Subdivisions administratives
La ville-préfecture de Chongzuo exerce sa juridiction sur sept subdivisions - un district, une ville-district et cinq xian :
- le district de Jiangzhou - 江州区 Jiāngzhōu Qū ;
- la ville de Pingxiang - 凭祥市 Píngxiáng Shì ;
- le xian de Ningming - 宁明县 Níngmíng Xiàn ;
- le xian de Fusui - 扶绥县 Fúsuí Xiàn ;
- le xian de Longzhou - 龙州县 Lóngzhōu Xiàn ;
- le xian de Daxin - 大新县 Dàxīn Xiàn ;
- le xian de Tiandeng - 天等县 Tiānděng Xiàn.

## Histoire
Depuis le néolithique,les Zhuang vivent dans cette région. La première trace de la ville remonte à 318 apr. J.-C. durant la dynastie Jin, lorsque Chongzuo s'appelait xian de Jinchang. Depuis lors, son nom et ses frontières administratives ont changé plusieurs fois. Elle reçut au début de la dynastie Sui le nom Yongzhou. En 1053, durant le règne de l'empereur Injong de la dynastie Song, le xian de Chongshan est établi. En 1951, la xian prend le nom de Chongzuo. En 2002, la ville acquiert son nom actuel.

## Démographie
En 2010, les districts urbains comptaient 384 905 habitants sur 2951 kilomètres carrés, et sa juridiction compte au total 2 347 700 habitants, dont 89.26 % de Zhuang, groupe ethnique principalement concentré dans cette région. Sa population est composée de 34 groupes ethniques dont les groupes Zhuang, Han, Miao et Yao.
Au recensement de 2009, les 241 958 342 personnes recensées se répartissaient en :
| Nom ethnique | Population | %       |
| ------------ | ---------- | ------- |
| Zhuang       | 2 159 735  | 89,26 % |
| Han          | 250 088    | 10.34 % |
| Yao          | 6 526      | 0.27 %  |
| Divers       |            | 0.13 %  |

Source : (zh) Statistiques officielles de la Chongzuo en 2010

## Économie
En 2009, le PIB total a été de 30,0 milliards de yuans, et le PIB par habitant de 12 401 yuans.

## Musée
Une exposition au Musée de la minorité ethnique Zhuang de la ville de Chongzuo (崇左 市 壮族 博物馆) est consacrée à l'histoire et à l'interprétation des peintures du Paysage culturel de l’art rupestre de Zuojiang Huashan.

## Personnalités liées à la ville
- Chen Chuanxi (1916-2012), compositeur, et chef-d'orchestre chinois.

## Liens externes

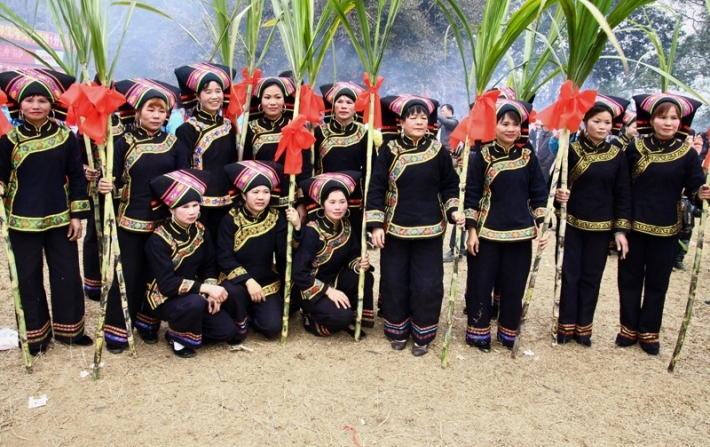
Femme belle de la Zhuang,Chongzuo